# Lucio Valerio Flaco (pretor)
Lucio Valerio Flaco (en latín, Lucius Valerius Flaccus; m. 54 a. C.) fue hijo del cónsul homónimo del año 86 a. C.
Sirvió en Asia a las órdenes de su padre y luego huyó con su tío Cayo, que estaba en la Galia. Fue tribuno militar en Cilicia y cuestor en Hispania, a las órdenes de Cneo Calpurnio Pisón. Nombrado pretor en 63 a. C., estuvo con Cicerón durante la conspiración de Catilina. Fue gobernador de la provincia de Asia.